# École navale

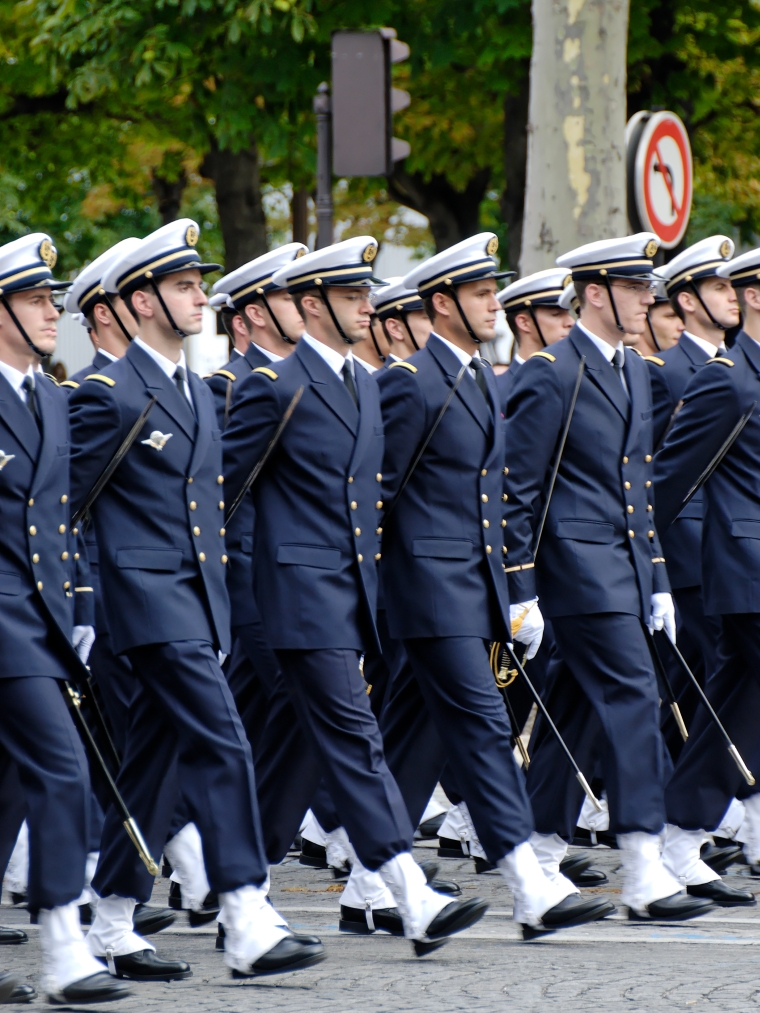
Studenten van de École navale tijdens de parade op 14 juli 2007

De École navale is de Franse Marineacademie die belast is met de opleiding van officieren van de Franse marine.
De academie werd in 1830 op bevel van opgericht door koning Lodewijk Filips I. Oorspronkelijk was de academie gevestigd op schepen die voor anker lagen in de haven van Brest, zoals de Borda (voorheen Valmy genoemd), vandaar de bijnaam “Bordache” die aan studenten wordt gegeven.
In 1914 werd de École Navale overgeplaatst aan de wal in Brest. De school werd tijdens de Tweede Wereldoorlog door geallieerde bombardementen verwoest en verplaatst naar het nabijgelegen  Lanvéoc-Poulmic aan de andere kant van de Rade de Brest. De academie bleef op deze locatie en werd in 1965 officieel ingewijd door Charles de Gaulle.

## Beroemde studenten
- Henri Bretonnet
- Jacques-Yves Cousteau
- Philippe Tailliez
- François Darlan
- Félix du Temple
- Émile Gentil
- Matila Ghyka
- Paul Groussac
- Paul-Louis-Félix Philastre
- Henri Rivière
- Michel Serres